# 마리오 찰머스

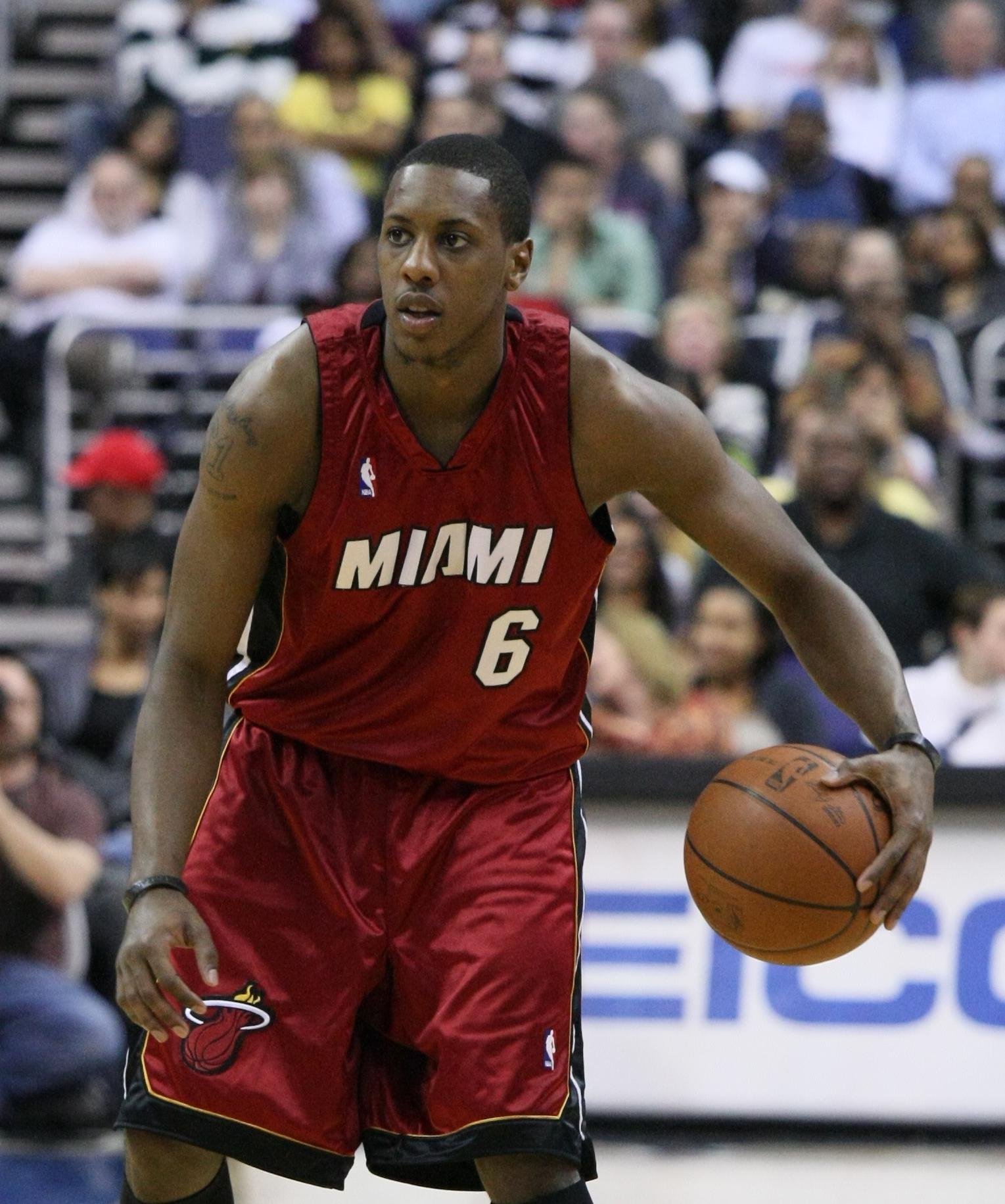

마리오 찰머스(Mario Chalmers, 본명: Almario Vernard "Mario" Chalmers, 1986년 5월 19일 ~ )는 아세안 농구 리그의 잠보앙가 발리엔테스에서 마지막으로 뛰었던 미국 프로 농구 선수이다. 캔자스 대학교에서 3시즌 동안 대학 농구를 뛴 후 미네소타 팀버울브스에 의해 2008년 NBA 드래프트에서 전체 34순위로 선정되었다. 찰머스는 2008 NCAA 챔피언십에서 우승한 후 2006–07 올해의 공동 수비 선수이자 2008 NCAA 디비전 I 남자 농구 토너먼트에서 가장 뛰어난 선수로 선정되었다.
NBA에서 2012년과 2013년 마이애미 히트에서 우승을 차지한 두 팀의 선발 포인트 가드였다. 찰머스는 고등학교, 대학, 프로 수준에서 우승을 차지한 유일한 알래스카인이다. 마이애미 히트에서 7시즌을 보낸 후 2015년 11월 그리즐스로 트레이드되었고 2016년 3월 부상으로 인해 면제되었다. 부상으로 시즌을 놓친 그는 2017년 오프시즌에 팀에 복귀했고, 2018년에는 해외와 G리그로 진출했다.

## 프로 경력
- 마이애미 히트(2008~2015)
- 멤피스 그리즐리스(2015~2018)
- 비르투스 볼로냐 (2019)
- AEK 아테네 (2019-2020)
- 아리스 (2020-2021)
- 인디오스 데 마야궤스 (2021)
- 그랜드 래피즈 골드(2021)
- 수폴스 스카이포스(2022)
- 잠보앙가 발리엔테스(2023)